# Rolando García
Rolando Moisés García Jiménez (15 de desembre de 1942) és un exfutbolista xilè.

## Selecció de Xile
Va formar part de l'equip xilè a la Copa del Món de 1974.